# 카리 매칫
커리 매칫(Kari Matchett, 1970년 3월 25일 ~ )은 캐나다의 배우이다. 《큐브 2》(2002)에 출연했다.

## 출연 작품

### 영화
- 엔젤 아이즈 (2001)
- 큐브 2 (2002)
- 트리 오브 라이프 (2011)
- 내 사랑 (2016)
- 코드 8 (2019) - 메리 역

### 텔레비전
- 나이트 에이전트 (2023)